# Juan Carlos Almada
Juan Carlos Almada (Morón, 15 agosto 1965) è un ex calciatore argentino, di ruolo Attaccante.